# Quatre-feuilles
Ne doit pas être confondu avec Quadrilobe (revue).

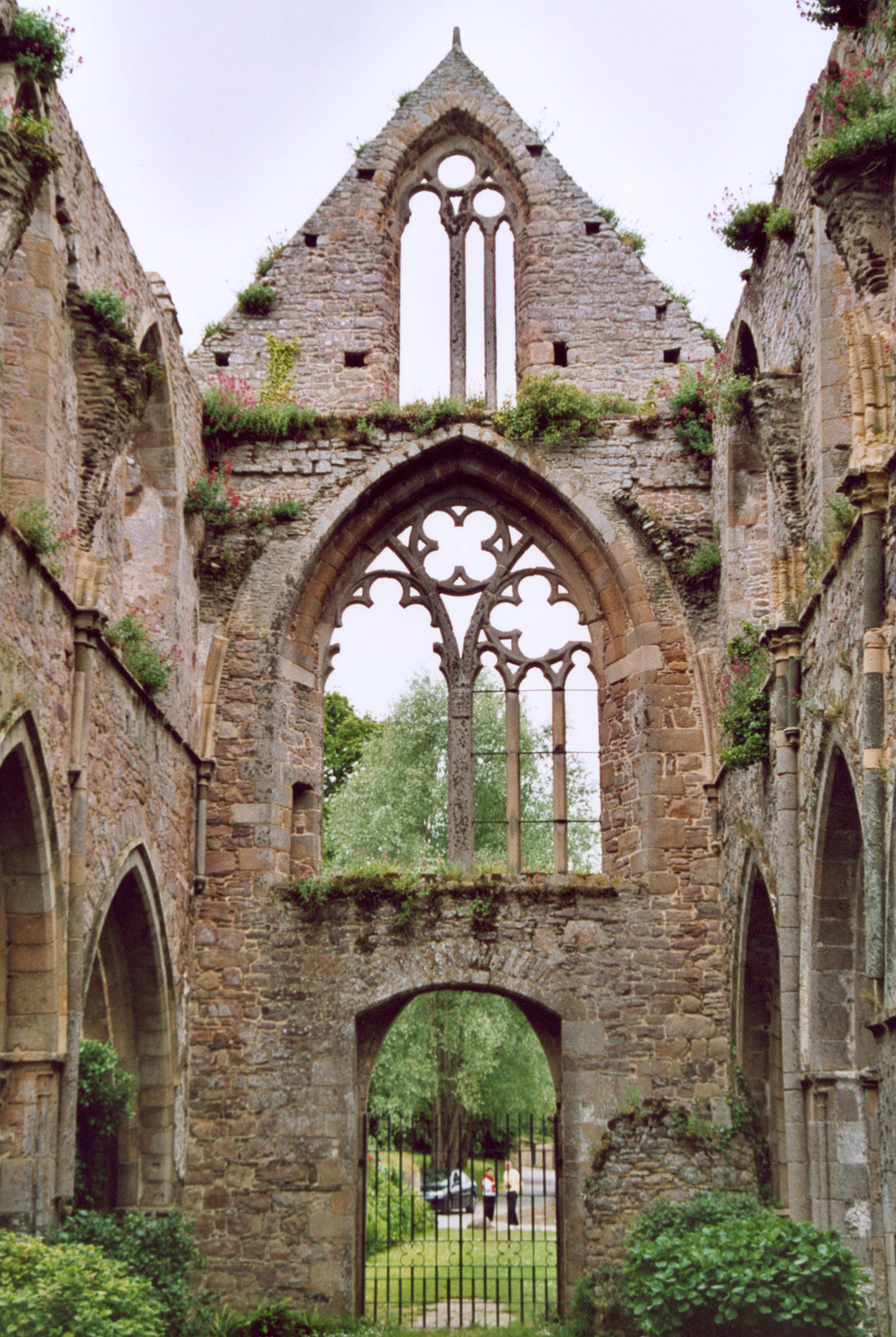
Façade occidentale de l'abbaye de Beauport. La baie au-dessus du portail comporte deux lancettes subdivisées chacune en un triplet coiffé d'un quadrilobe, et un quadrilobe couché en pointe.

Le quatre-feuilles est un motif ornemental de style ogival formé de quatre arcs de cercle (appelés lobes) tracés en prenant successivement pour centre les angles d'un carré de référence. Ces arcs peuvent être tangents ou sécants.
- L'exécution courbée est également courante dès le XIVe siècle, les portions d'arcs sont alors agrémentées d'arc d'ogive, arc brisés.
- Le motif d'ornementation appelé « quadrilobe » est formé d'arcs non brisés.

Exemple de quatre-feuilles.
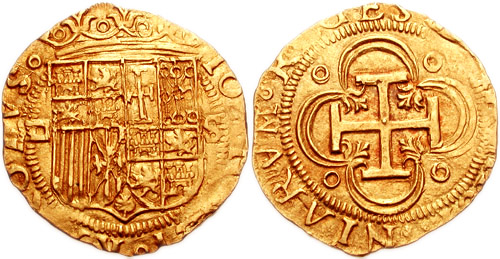
Escudo d'or ioana et karolvs (1504-1555) avec croix à fleur quadrilobée.
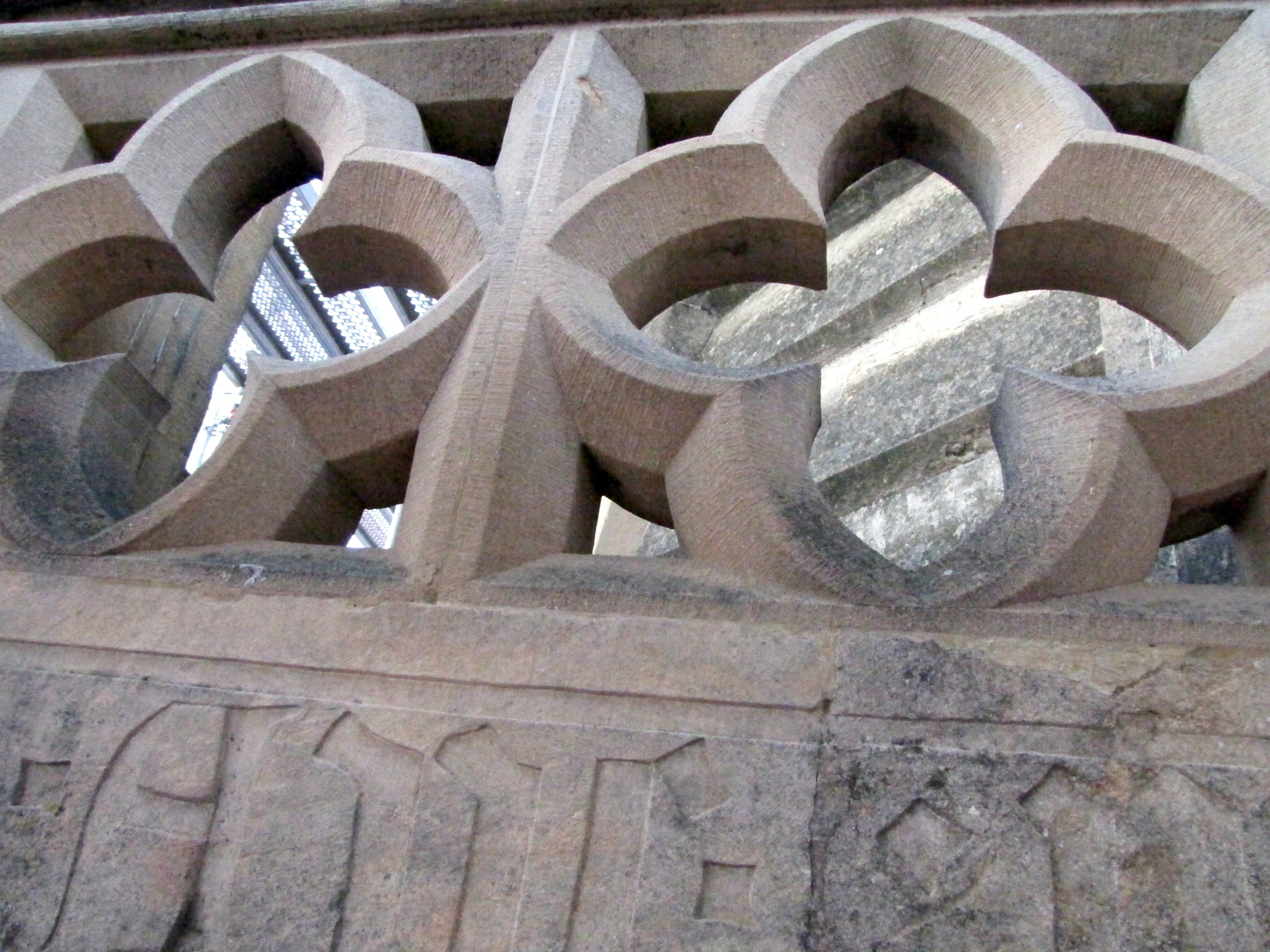
Quadrilobe du parapet des tours de la collégiale de Neuchâtel.